# Lecco
Lecco är en stad och kommun i regionen Lombardiet i norra Italien. Staden är administrativ huvudort i provinsen med samma namn. Den ligger vid den södra änden av Comosjöns östra arm, där floden Adda har sitt utflöde.
Kommunen hade 48 333 invånare (2018) och gränsar till kommunerna Abbadia Lariana, Ballabio, Brumano, Erve, Galbiate, Garlate, Malgrate, Mandello del Lario, Morterone, Pescate, Valmadrera och Vercurago.